# 明尼苏达大学系统
明尼苏达大学系统（英語：University of Minnesota System）是一个公立大学系统，在美国明尼苏达州有五个校区，共有370個學位專業，6萬多名學生在讀。
该大学系统的校区位于双城、克鲁克斯顿、德卢斯、莫里斯和罗切斯特。该大学还在该州各地运营多个研究设施，包括一些大片土地。明尼苏达大学双城校区、克鲁克斯顿校区、德卢斯校区、莫里斯校区和罗切斯特校区均获得高等教育委员会（HLC）的认证。
该州的另一个公立高等教育系统是规模较大的明尼苏达州立学院和大学系统（明尼苏达州立系统，以前的MnSCU）。

## 校区
- 明尼蘇達大學双城分校：旗舰校区，位於密西西比河畔，始建於明尼蘇達州立州之前的1851年
- 明尼苏达大学杜魯斯分校
- 明尼苏达大学摩里斯分校
- 明尼苏达大学克魯克斯頓分校
- 明尼苏达大学羅切斯特分校